# Northern Rail
Northern Rail foi uma empresa de operação ferroviária inglesa de propriedade da Serco-Abellio que operou a franquia Northern Rail de 2004 a 2016. Foi a principal operadora de trens no norte da Inglaterra e operou a maioria das estações de qualquer empresa ferroviária no Reino Unido. Foi substituída, em 1 de abril de 2016, pela Arriva Rail North.

## História
Em 2000, a Strategic Rail Authority, órgão que coordenava a orientação estratégica para a indústria ferroviária no Reino Unido, anunciou que planejava reorganizar as franquias North West Regional Railways e Regional Railways North East, operadas pela First North Western e pela Arriva Trains Northern. Outra, chamada TransPennine Express, seria criada para os serviços regionais de longa distância, com os demais a serem operados por uma nova franquia da Northern Rail.
Em 1 de julho de 2004, a Strategic Rail Authority concedeu a franquia à Serco-NedRailways, vencendo o FirstGroup. O prazo de concessão era de seis anos e nove meses, com uma extensão de dois anos sujeita ao cumprimento das metas de desempenho.
A oferta da Serco-NedRailways presumia que alguns trens da classe 142 Pacer seriam lançados eminentemente quando os serviços do Manchester Metrolink começassem a operar entre Manchester e Oldham. Devido a um atraso substancial na extensão do Metrolink, ficou claro que esse não seria o caso. Como resultado, a assinatura do contrato foi atrasada e os serviços operados pela First North Western e Arriva Trains Northern não foram transferidos para a Northern até 12 de dezembro de 2004.
Em maio de 2010, o Departamento de Transporte confirmou que a Northern havia atingido as metas de desempenho e que a concessão seria estendida por dois anos, até setembro de 2013. Em maio de 2012, foi dada à Northern uma nova extensão de seis meses, até 31 Março de 2014. Em março de 2013, o Secretário de Estado dos Transportes anunciou que a franquia seria prorrogada até fevereiro de 2016.
Em agosto de 2014, o Departamento de Transportes anunciou que Abellio, Arriva e Govia foram selecionados para concorrer à próxima franquia.
Em 9 de dezembro de 2015, foi anunciado que a Arriva, negociando como Arriva Rail North, havia recebido uma nova franquia para operar de 1 de abril de 2016 a março de 2025.
Antes que a franquia Northern Rail da Serco-Abellio chegasse ao fim, a unidade 158906 recebeu uma reforma em um de seus vagões, que incluía wi-fi grátis, displays de destino que informam o tempo esperado de chegada e portas USB em cada mesa.